# Château d'Herbouville
Le château d'Herbouville est une demeure qui se dresse sur le territoire de la commune française de Saint-Pierre-le-Vieux, dans le département de la Seine-Maritime, en région Normandie. L'édifice est partiellement inscrit au titre des monuments historiques.

## Localisation
Le château est situé au nord de la Route de la Mer, en rive droite du Dun, en amont de Saint-Pierre-le-Vieux, dans le département français de la Seine-Maritime.

## Historique
Le château est daté de la fin du XVIe ou du début du XVIIe siècle. Des pavillons symétriques sont construits en 1766-1768.
C'est la famille du préfet du Rhône Charles Joseph Fortuné d'Herbouville qui laisse son nom au château.

## Description
L'édifice est construit en grès, briques et ardoise.
Le plan est de style Louis XIII mais avec des éléments de style Renaissance : fronton triangulaire, fenêtres à meneaux et toiture en forme de carène. L'édifice a des douves sèches.

## Protection
Au titre des monuments historiques :
- les façades et les toitures et la cuisine voûtée sont inscrites par arrêté du 28 juillet 1972 ;
- le château en totalité et les façades et toitures des bâtiments annexes en retour d'équerre au nord ; les façades et toitures du pavillon sud ; le pavillon nord en totalité ; la grange et le four à pain en totalité ; l'enclos, la cour d'honneur et le jardin potager avec leurs murs de clôture sont inscrits par arrêté du 11 mai 2006.

## Pour approfondir